# 531 Zerlina
531 Zerlina este un asteroid din centura principală, descoperit pe 12 aprilie 1904, de Max Wolf.